# درب الجبل اللبناني

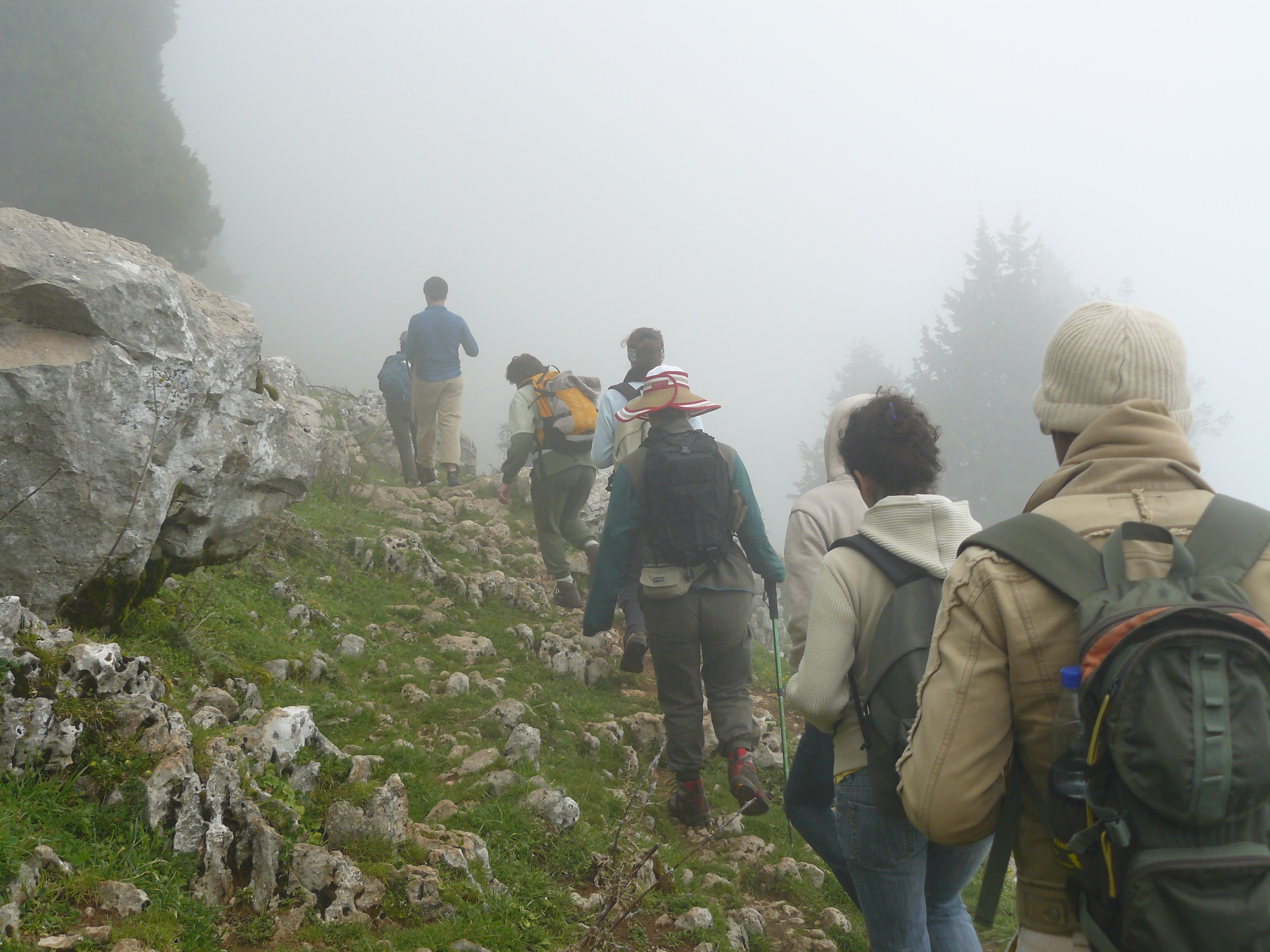
الضنية

درب الجبل اللبناني هو درب مشي مسافات طويلة في لبنان . فهي تمتد من عندقت في شمال لبنان إلى مرجعيون في الجنوب بواقع 440 كم، في حين يقطع المسار أكثر من 75 بلدة وقرية، حيث يوجد 29 قرية شمالية و 23 قرية في جبل لبنان الشمالي و 10 قرى في جبل لبنان الجنوبي و 16 قرية في الجنوب، وثلاث محميات طبيعية على ارتفاعات تتراوح بين 600 إلى 2,000 متر فوق مستوى سطح البحر. يهدف الدرب لتسليط الضوء على الجمال الطبيعي والثروة الثقافية في جبال لبنان وللتأكيد على تصميم الشعب اللبناني في الحفاظ على تراثهم، الدرب يوسع الفرص الاقتصادية في المناطق الريفية من خلال السياحة البيئية .

## البنية التحتية
يوجد على طول الدرب 11 بيت ضيافة، وساحتان في حصرون والمتين، وثلاثة استراحات هي جباع ومحمية أرز الشوف ومحمية إهدن ، وموقع تخييم عين دارة، بالإضافة إلى درب بسكنتا الأدبي.

## جمعية درب الجبل اللبناني
تأسست الجمعية عام 2007 بتمويل من الوكالة الأميركية للتنمية وبتنفيذ من شركة ايكوديت الأميركية حيث تهدف الجمعية إلى 	الحفاظ على درب الجبل وتطويره وإنشاء دروب أخرى والحفاظ على الموارد الطبيعية.